# Piasecki X-49

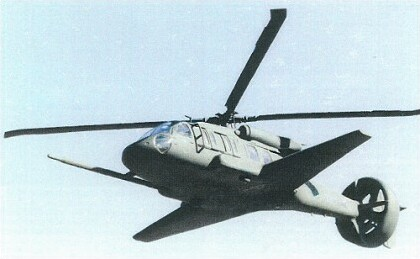

Le Piasecki X-49 SpeedHawk est un hélicoptère expérimental développé par Piasecki Helicopter sur la base d'un Sikorsky YSH-60F Seahawk, mais qui utilise une technologie appelée Vectored Thrust Ducted Propeller technology (VTDP), consistant à canaliser la poussée du rotor anticouple ainsi que des ailes courtes placées au niveau des points d'emport d'armement. Le concept du programme consiste à appliquer la technologie VTDP à un hélicoptère destiné aux usages militaires afin de déterminer les avantages obtenus au niveau des performances ou de l'emport de charge utile.

## Développement
Le Speedhawk est un aéronef conçu pour être développé en série et offrir de meilleures performances, une portée plus grande et l'augmentation de la charge utile que UH-60 Black Hawk. Le fuselage est corrigé en soufflerie afin de diminuer la traînée et améliorer ses performances.
L'US Navy a sponsorisé le projet de Piasecki Aircraft à hauteur de 26,1 millions de dollars et a fourni le YSH-60F, qui une fois modifié a servi aux essais. Le contrat a été signé le 28 septembre 2002 par le Naval Air Systems Command et Piasecki Aircraft. Il est équipé de deux moteurs General Electric T700 ; d'une paire d'ailes munie de volets et d'une queue carénée afin de maximiser la force de poussée et dépasser la barre symbolique des 360 km/h.
En mai 2003, l'appareil de démonstration (YSH-60F/VTDP) a été rebaptisé X-49A. En 2004, le programme est passé sous la direction de l'US Army.

## Premiers essais
Le X-49A effectua son premier vol officiel le 29 juin 2007 pendant une durée de 15 minutes au centre d'essai de Boeing dans le comté de New Castle. Ce vol consista à éprouver la technologie VTDP en conditions d'essai. Depuis, il a effectué plus de 80 essais en vol[Quand ?].